# Claude Burdin

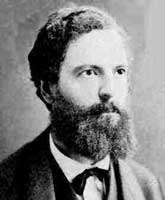
Claude Burdin

Claude Burdin (Lépin-le-Lac, 9 maart 1788 – Clermont-Ferrand, 12 november 1873) was een Frans ingenieur die vooral bekend is geworden door zijn werk met turbines.
Burdin werd geboren in het hertogdom Savoye. Hij promoveerde in 1807 aan de Ecole polytechnique en studeerde aan de Ecole des mines de Paris. Hij werd professor aan de École nationale supérieure des mines de Saint-Étienne en was ingenieur bij de Mijnen. In 1817 werd hij tot Fransman genaturaliseerd.
In 1825 installeerde Burdin een prototype van een turbine in een watermolen te Pontgibaud. Zijn leerling Benoît Fourneyron heeft het systeem nadien verder uitgewerkt tot een bruikbaar concept voor industriële doeleinden.
Burdin bedacht tevens de naam turbine.